# NGC 3223
NGC 3223 é uma galáxia espiral (Sb) localizada na direcção da constelação de Antlia. Possui uma declinação de -34° 16' 01" e uma ascensão recta de 10 horas, 21 minutos e 34,8 segundos.
A galáxia NGC 3223 foi descoberta em 2 de Fevereiro de 1835 por John Herschel.